# Vikarbyn, Hedemora kommun
Vikarbyn är en by vid nordöstra stranden av Flinssjön i Husby socken i Hedemora kommun. Från 2015 avgränsar SCB här en småort.